# The Matrix (альбом)
| Оценки критиков | Оценки критиков |
| Источник        | Оценка          |
| --------------- | --------------- |
| AllMusic        | [ 1 ]           |

The Matrix — альбом американской продюсерской команды с одноимённым названием. Альбом был неофициально выпущен 27 января 2009 года через сервис iTunes, а также ограниченным тиражом на CD. Все песни на альбоме исполняют американская певица Кэти Перри и британский певец Адам Лонглендс.

## Об альбоме
Альбом был записан в 2004 году, когда Кэти Перри было 20 лет. В октябрьском выпуске Blender за 2004 год продюсеры назвали Перри «Новой большой фигурой!». Все песни на альбоме написаны продюсерской командой, а также Перри и Лонглендсом. Несмотря на шумиху вокруг альбома, The Matrix решили отменить выпуск альбома за несколько недель до даты выхода альбома. Песня «Broken» должна была стать лид-синглом. в 2009 году, после успеха дебютного сольного альбома Перри One of the Boys, лейбл Capitol Records решил выпустить альбом на своей «дочке» — лейбле Let’s Hear It.

## Список композиций
| №                   | Название              | Автор(ы)                                                                     | Вокал                      | Длительность |
| ------------------- | --------------------- | ---------------------------------------------------------------------------- | -------------------------- | ------------ |
| 1.                  | «You Miss Me»         | Кэти Перри, Lauren Christy, Graham Edwards, Scott Spock, Adam Адам Лонглендс | Кэти Перри, Адам Лонглендс | 3:44         |
| 2.                  | «Broken»              | Christy, Edwards, Spock, Anna Troy, Lindsey Troy                             | Кэти Перри, Адам Лонглендс | 3:14         |
| 3.                  | «Damn»                | Кэти Перри, Christy, Edwards, Spock, Адам Лонглендс                          | Кэти Перри                 | 3:27         |
| 4.                  | «Take a Walk»         | Christy, Edwards, Spock, Адам Лонглендс                                      | Адам Лонглендс, Кэти Перри | 3:12         |
| 5.                  | «Just a Song»         | Кэти Перри, Christy, Edwards, Spock                                          | Кэти Перри                 | 4:04         |
| 6.                  | «I Love You»          | Christy, Edwards, Spock                                                      | Адам Лонглендс             | 3:29         |
| 7.                  | «Live Before I Die»   | Christy, Edwards, Spock, David Campbell                                      | Адам Лонглендс             | 3:51         |
| 8.                  | «Would You Care»      | Christy, Edwards, Spock                                                      | Кэти Перри                 | 3:22         |
| 9.                  | «Seen That Done That» | Christy, Edwards, Spock                                                      | Адам Лонглендс, Кэти Перри | 3:44         |
| 10.                 | «Stay With Me»        | Christy, Edwards, Spock                                                      | Адам Лонглендс, Кэти Перри | 3:48         |
| Общая длительность: | Общая длительность:   | Общая длительность:                                                          | Общая длительность:        | 36:00        |

Другие записанные песни:
- «Attention»
- «Experiment»
- «Love Is a Train»
- «T-Shirt»